# Кравченко, Константин Иосифович
Константин Иосифович Кравченко (1903 — 1987) — советский футбольный арбитр и тренер. Судья всесоюзной категории (01.03.1947). Заслуженный работник физической культуры и спорта Грузинской ССР.

## Биография
На высшем уровне в чемпионате СССР тренировал «Локомотив» (Тбилиси) два сезона: в 1938 году занял 24-е место, а в 1940 году после 20 матчей «по решению секретариата ВЦСПС тбилисская футбольная команда „Локомотива“ за низкие технические результаты исключена из числа участников розыгрыша первенства СССР по футболу». Все результаты матчей с участием «Локомотива» были аннулированы.
21 мая 1938 года впервые обслуживал матч первенства страны между командами «Темп» (Баку) и «Сталинец» (Ленинград) (3:0).

## Судейская статистика
главный арбитр. Обладатель почетного судейского знака (1956)
| Год   | Итого | Высшая лига СССР | Прочие |
| ----- | ----- | ---------------- | ------ |
| 1928  | 2     | —                | 2      |
| 1933  | 1     | —                | 1      |
| 1934  | 1     | —                | 1      |
| 1936  | 3     | —                | 3      |
| 1937  | 2     | —                | 2      |
| 1938  | 10    | 8                | 2      |
| 1939  | 2     | 1                | 1      |
| 1940  | 4     | 3                | 1      |
| 1945  | 3     | 2                | 1      |
| 1946  | 1     | —                | 1      |
| Итого | 29    | 14               | 15     |